# Заслуженный пограничник Российской Федерации
«Заслу́женный пограни́чник Росси́йской Федера́ции» — почётное звание, входящее в систему государственных наград Российской Федерации.

## Основания для присвоения
Звание «Заслуженный пограничник Российской Федерации» присваивалось военнослужащим за заслуги в укреплении безопасности и защите государственной границы Российской Федерации и состоящим на военной службе 15 и более лет в календарном исчислении.

## Порядок присвоения
Почётные звания Российской Федерации присваиваются указами Президента Российской Федерации на основании представлений, внесённых ему по результатам рассмотрения ходатайства о награждении и предложения Комиссии при Президенте Российской Федерации по государственным наградам.

## История звания
Почётное звание «Заслуженный пограничник Российской Федерации» установлено Указом Президента Российской Федерации от 28 мая 1997 года № 530 «О внесении дополнений в Указ Президента Российской Федерации от 30 декабря 1995 года № 1341 „Об установлении почётных званий Российской Федерации, утверждении положений о почётных званиях и описания нагрудного знака к почётным званиям Российской Федерации“».
Тем же указом утверждено Положение о почётном звании.
Почётное звание «Заслуженный пограничник Российской Федерации» упразднено Указом Президента Российской Федерации от 7 сентября 2010 года № 1099 «О мерах по совершенствованию государственной наградной системы Российской Федерации».

## Нагрудный знак
Нагрудный знак имеет единую для почётных званий Российской Федерации форму и изготавливается из серебра высотой 40 мм и шириной 30 мм. Он имеет форму овального венка, образуемого лавровой и дубовой ветвями. Перекрещенные внизу концы ветвей перевязаны бантом. На верхней части венка располагается Государственный герб Российской Федерации. На лицевой стороне, в центральной части, на венок наложен картуш с надписью — наименованием почётного звания.
На оборотной стороне имеется булавка для прикрепления нагрудного знака к одежде. Нагрудный знак носится на правой стороне груди.

## Первые кавалеры
Первыми этого почётного звания были удостоены: 
- полковник А. Е. Аполлонов — начальник пограничного отряда Калининградской пограничной группы ФПС России;
- генерал-лейтенант В. Н. Вахренев — начальник штаба — первый заместитель командующего Западной пограничной группой ФПС России;
- генерал-лейтенант К. К. Плешко — командующий Арктической пограничной группой ФПС России;
- генерал-лейтенант А. Т. Чечулин — первый заместитель начальника Главного штаба ФПС России;.
- генерал-лейтенант М. М. Валиев — начальник Забайкальского регионального управления ФПС России;
- полковник Н. К. Кулик — заместитель начальника пограничного отряда — начальник тыла погранотряда Северо-Западного регионального управления ФПС России;
- полковник Г. С. Кутас — заместитель начальника отдела воспитательной работы Северо-Восточного регионального управления ФПС России;
- генерал-лейтенант В. И. Прохода — начальник Северо-Восточного регионального управления ФПС России.